# Wallenia subverticillata
Wallenia subverticillata är en viveväxtart som först beskrevs av Nathaniel Lord Britton, och fick sitt nu gällande namn av Erik Leonard Ekman och Ignatz Urban. Wallenia subverticillata ingår i släktet Wallenia och familjen viveväxter. Inga underarter finns listade i Catalogue of Life.